# Storvatnet (Troms)
Pour les articles homonymes, voir Storvatnet.
Storvatnet est une localité du comté de Troms, en Norvège.

## Géographie
Administrativement, Storvatnet fait partie de la kommune de Harstad.